# 6684 Volodshevchenko
6684 Volodshevchenko هو كويكب، يقع ضمن حزام الكويكبات. اكتشف في 19 أغسطس 1977.

## روابط خارجية
- 6684 Volodshevchenko في قاعدة بيانات مختبر الدفع النفاث لأجرام النظام الشمسي الصغيرة

- الاكتشاف · مخطط المدار ·  العناصر المدارية · المعلمات المادية

- 6684 Volodshevchenko على موقع ويكي سكاي: DSS2, SDSS, GALEX, IRAS, Hydrogen α, X-Ray, Astrophoto, Sky Map, Articles and images